# 4-5-1

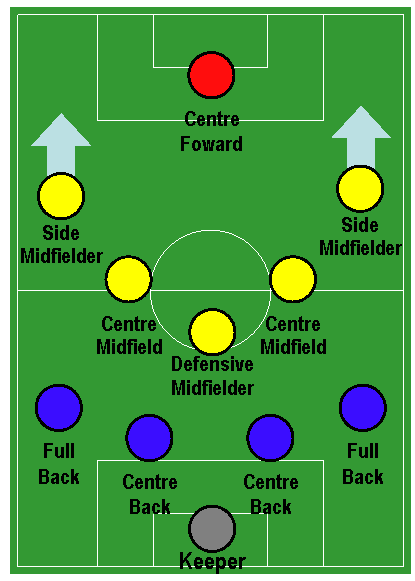
Il 4-5-1

Il 4-5-1 è un modulo di gioco del calcio. Consiste nello schierare 4 difensori, 5 centrocampisti ed un attaccante.

## Il modulo
Lo schieramento nacque attorno agli anni '90, per sopperire ad un calcio sempre più fisico e meno tecnico. Il 4-5-1 richiama, dal punto di vista tattico, la versatilità e duttilità del 4-2-3-1.
La linea difensiva si schiera con 4 giocatori, equamente ripartiti tra laterali e centrali. In mediana trovano invece spazio 5 elementi, con mansioni sia offensive che difensive; il principale effetto collaterale è l'isolamento del centravanti, cui è richiesto di cercare la profondità e favorire – laddove possibile – l'inserimento dei compagni in zona d'attacco. Grazie ai movimenti degli esterni di centrocampo, il modulo può mutare in 4-3-3 con i suddetti giocatori che assumono la posizione di ali.

## I numeri del 4-5-1

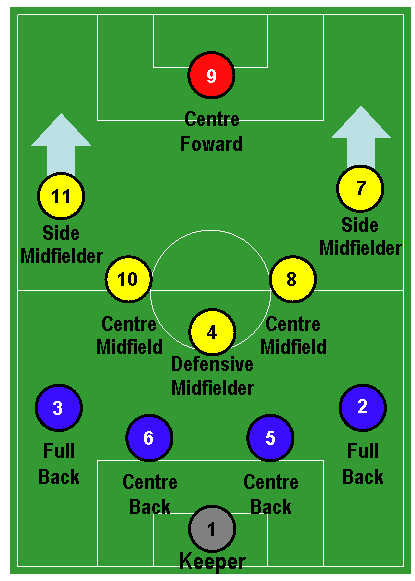
I numeri del 4-5-1

La numerazione del modulo era la seguente:
- 1 per il portiere
- 2 e 3 per i terzini (destro e sinistro)
- 4 per il mediano
- 5 e 6 per i centrali difensivi
- 7 e 11 per le ali
- 8 e 10 per gli interni di centrocampo
- 9 per il centravanti

## Squadre che hanno utilizzato il 4-5-1
- La Lazio di Sven-Göran Eriksson, vincitrice nella stessa stagione di uno scudetto (1999-2000), una Coppa Italia (1999-2000) e una Supercoppa UEFA (1999)[2][3];
- Il Manchester United di Alex Ferguson.[4]